# Кватернион
Кватернион представља збир скалара и вектора и као такав објекат није ни вектор ни скалар. Појам кватерниона увео је Хамилтон. Пример кватериона се може наћи при проучавању ротације тела око непомичне осе.
Када се два скалара, рецимо m и n поделе, добија се опет скалар p=m/n што се може написати као m=pn. По аналогији количник два вектора a и b који у општем случају нису колинеарни је нека величина која се означава као Q при чему као таква треба да задовољава једнакост a =Q b. Производ Q b геометријски представља деформацију (с обзиром да вектори нису у општем случају колинеарни) и обртање вектора b за угао  до поклапања са a. Како би се дефинисало дељење два вектора, мора се претходно дефинисати величина Q. Ову величину је Хамилтон приказао у облику збира скалара A и вектора a. Величину Q=А+ a пошто је одређена са четири броја назвао је кватернион. Кватернион није могуће представити геометријски с обзиром да је за тако нешто потребно имати четири осе, једну за скалар и три за вектор.

## Особине
{\displaystyle q::=a+bi+cj+dk\!} где су {\displaystyle a,b,c,d\in \mathbb {R} }
а {\displaystyle i\!}, {\displaystyle j\!} и {\displaystyle k\!} испуњавају следеће услове:
| {\displaystyle m*n\!} | {\displaystyle i\!}  | {\displaystyle j\!}  | {\displaystyle k\!}  |
| {\displaystyle i\!}   | {\displaystyle -1\!} | {\displaystyle k\!}  | {\displaystyle -j\!} |
| {\displaystyle j\!}   | {\displaystyle -k\!} | {\displaystyle -1\!} | {\displaystyle i\!}  |
| {\displaystyle k\!}   | {\displaystyle j\!}  | {\displaystyle -i\!} | {\displaystyle -1\!} |

## Матрични облик
Ако су елементи матрице комплексни бројеви онда је она димензије 2 * 2
{\displaystyle {\begin{pmatrix}a+bi&c+di\\-c+di&a-bi\end{pmatrix}}}
За реалну матрицу:
{\displaystyle {\begin{pmatrix}\;\;a&b&\;\;c&d\\\;\;-b&\;\;a&-d&c\\\;\;-c&\;\;d&\;\;a&-b\\\;\;-d&\;\;-c&\;\;b&\;\;a\end{pmatrix}}}
Где су {\displaystyle a,b,c,d\in \mathbb {R} }.